# گئورگ ویلهلم فن اشتلر
گئورگ ویلهلم فن اشتلر (انگلیسی: Georg Wilhelm Steller؛ زاده ۱۰ مارس ۱۷۰۹ درگذشته ۱۴ نوامبر ۱۷۴۶) یک انسان شناس اهل آلمان بود.